# Korotyaevirhinus notatus
Korotyaevirhinus notatus es una especie de coleóptero de la familia Attelabidae.

## Distribución geográfica
Habita en Camboya, China, India, Birmania y  Vietnam.